# Активы банка
Активы банка — объекты собственности, имеющие денежную оценку и принадлежащие банку. Основные источники средств для образования активов: собственный капитал банка и средства вкладчиков, межбанковские кредиты, эмиссия облигаций банка. Увеличение активов банка происходит за счёт проведения активных операций: кредитование, инвестиционные операции, прочие операции банка по размещению собственных и привлечённых средств. Важным качеством активов банка является принесение прибыли. 
В активы банка входят: кассовая наличность, ссуды, инвестиции, ценные бумаги, недвижимость и другие. Активы банка отражаются в активе бухгалтерского баланса банка.
В широком понимании, активы – это экономические выгоды, получаемые в будущем от операций с имуществом, которое у экономического агента имеется во владении и/или в распоряжении. В узком понимании, активы – это статьи бухгалтерского баланса, в которых отражается размещение и использование ресурсов коммерческого банка. Проще говоря, активы представляет собой все, во что банковское учреждение вкладывает средства.

## Крупнейшие банки по активам

### 10 крупнейших банков по консолидированным активам
| Позиция | Наименование банка     | Консолидированные активы (млрд долл. США) |
| ------- | ---------------------- | ----------------------------------------- |
| 1       | Royal Bank of Scotland | 3 267.9                                   |
| 2       | Deutsche Bank          | 2 954                                     |
| 3       | BNP Paribas            | 2 674.6                                   |
| 4       | Barclays               | 2 443                                     |
| 5       | Crédit Agricole        | 2 068                                     |
| 6       | UBS                    | 2 007                                     |
| 7       | Société Générale       | 1 567                                     |
| 8       | ABN AMRO               | 1 499                                     |
| 9       | UniCredit              | 1 493                                     |
| 10      | ING Bank               | 1 453                                     |

Данные по балансам по состоянию на 31 декабря 2007.

## Структура и классификация активов коммерческого банка.
Под структурой активов коммерческого банка подразумевается соотношения статей актива к валюте баланса (различных по своим характеристикам).
По своей структуре активы банка могут значительно отличаться. Причиной этому могут быть различные факторы:
- Законодательные ограничения (или, наоборот, меры стимулирования) того или иного направления банковской деятельности;
- Продолжительность работы банка на рынке, репутация;
- Тип банка;
- Финансовое положение и т.д.
Как правило, в структуре банковских активов денежные средства занимают очень незначительный удельный вес.
Основные критерии классификации активов коммерческого банка:
·             По срокам размещения;
·             По степени ликвидности;
·             По степени риска;
·             По назначению;
·             По степени использования;
·             По влиянию на уровень доходности и т. д.
По степени ликвидности все активы банка можно классифицировать на следующие 4 группы:
1) Высоколиквидные активы – деньги в кассе, в Центральном банке, в других коммерческих банках, т. е. активы, которые можно максимально быстро конвертировать в безналичные средства и денежную наличность.
2) Ликвидные активы – сюда можно включить те активы, которые находятся в распоряжении банковского учреждения, и которое можно легко превратить в деньги (кредиты и платежи, со сроком выполнения до 30 дней и т. д.).
3) Активы с долгосрочной ликвидностью (депозиты, выданные кредиты со сроком погашения более 1 года и др.).
4) Низколиквидные активы (просроченная и безнадежная задолженность, долгосрочные инвестиции и т. д.).
Для того чтобы банковское учреждение стабильно функционировало, в общей структуре активов должно содержаться примерно 12-15% высоколиквидных активов. Каждый коммерческий банк должен заботиться о поддержания высокого уровня ликвидности своих активов, поскольку ликвидность – одно из самых основных принципов формирования активов банка.
По срокам размещения активы банка можно подразделить на:
- Долгосрочные (срок использования которых от 3-х лет);
- Среднесрочные (от 1 до 3 лет);
- Краткосрочные (активы или наличные деньги, которые могут быть переведены в денежные средства в очень короткий срок, или быть использованными на протяжении года).
Безусловно, важно иметь в структуре баланса достаточные объемы активов с высокой степенью ликвидности, однако, с другой стороны, банку следует поддерживать определенный уровень низколиквидных активов (поскольку, при помощи них создаются резервы, которые используются только в крайних случаях; это могут быть благородные металлы, драгоценные камни, антиквариат и т. д.).

## Активные операции коммерческого банка, их классификация.
Основная часть доходов коммерческого банка поступает от активных операций. Последние представляют собой размещение ресурсов банка для получения дохода, а также для поддержания ликвидности.
К основным активным операциям коммерческого банка необходимо, в первую очередь, отнести:
- Кредитные, валютные и кассовые операции (а также операции с благородными металлами и драгоценными камнями);
- Выдача поручительств и банковских гарантий;
- Доверительное управление денежными ресурсами и иным имуществом (факторинг, лизинг и т. д.);
- Приобретение права требования от третьей стороны (исполнения обязательств в денежной форме).